# Maximilian Yorck von Wartenburg
Hans Ludwig David Maximilian Graf Yorck von Wartenburg (Klein Öls, 12 giugno 1850 – Hai-lai, 27 novembre 1900) è stato un militare e storico prussiano.

## Biografia
Apparteneva ad una famiglia della nobiltà tedesca possidente il titolo di conte, e discendeva dal generale Ludwig Yorck von Wartenburg, celebre avversario prussiano di Napoleone Bonaparte, che a sua volta era parente del principe Luigi Ferdinando di Prussia (1772-1806) e quindi imparentato con la dinastia degli Hohenzollern.
Yorck von Wartenburg venne educato nel Ginnasio Reale Francese di Berlino, dove ricevette una educazione soprattutto basata sullo studio dei classici greci e latini e un suo compagno di studi, Gotthilf Weisstein, notò il conte Yorck come "un ragazzo di natura molto sensibile, impressionabile e portatore di graziosi modi aristocratici". Nonostante fosse portato più per lo studio, che rimase sempre la sua passione, il conte Yorck, all'età di quindici anni, fu iniziato alla carriera delle armi per volere del padre e combatté come sottotenente e poi tenente in un reggimento di ulani durante la Guerra franco-prussiana, distinguendosi a Vionville, Gravelotte, Orléans e Le Mans, venendo poi promosso capitano nel 1878 e di fatto allontanato dalla vita militare dell'esercito prussiano.
Dal 1878 al 1885 si dedicò soprattutto alla stesura di interessanti e intensi saggi di storia militare, specializzandosi particolarmente nella storia militare tedesca ed europea degli ultimi cinquanta anni, scrivendo di Napoleone durante la campagna in Prussia, dell'espansione russa in Asia e scrisse anche un importante saggio su Clausewitz, che viene tuttora utilizzato nelle scuole militari.
Successivamente fu nominato militarattaché a Vienna e poi a San Pietroburgo, venendo poi assegnato allo stato maggiore del generale Alfred von Waldersee, seguendo quest'ultimo durante le sue missioni diplomatiche a Roma e Parigi, scrivendo allora un nuovo testa sulla storia delle campagne militari di Alessandro Magno.
Dal 1893 insegnò in una scuola militare, per poi essere infine promosso colonnello e mandato con delle truppe ausiliarie tedesche in Cina per reprimere assieme alle truppe britanniche, francesi, russe e giapponesi, la Rivolta dei Boxer, morendo però di colera nella città occupata di Hai-lai.

## Onorificenze
- Ordine di Hohenzollern
- Pour le Mérite